# Кунко (Чили)
Кунко (исп. Cunco) — город в Чили. Административный центр одноимённой коммуны. Население — 7316 человек (2002). Город и коммуна входят в состав провинции Каутин и области Араукания.
Территория коммуны — 1906,5 км². Численность населения — 19 063 жителя (2007). Плотность населения — 10 чел./км².

## Расположение
Город расположен в 52 км на юго-восток от административного центра области города Темуко.
Коммуна граничит:
- на севере — c коммуной Вилькун
- на северо-востоке — c коммуной Мелипеуко
- на востоке — с коммуной Курареуэ
- на юге — c коммунами Вильяррика, Пукон
- на западе — c коммуной Фрейре

## Демография
Согласно сведениям, собранным в ходе переписи Национальным институтом статистики, население коммуны составляет 19 063 человека, из которых 9234 мужчины и 9829 женщин.
Население коммуны составляет 2,03 % от общей численности населения области Араукания. 57,67 % относится к сельскому населению и 42,33 % — городское население.

### Важнейшие населенные пункты коммуны
- Кунко (город) — 7316 жителей
- Лос-Лаурелес (поселок) — 1490 жителей